# Омелюхові
Омелю́хові (Bombycillidae) — родина горобцеподібних птахів. 

## Класифікація
Традиційно до родини омелюхових відносили 8 видів у 5 родах: Bombycilla, Dulus, Phainopepla, Phainoptila та Ptiliogonys. Проте за сучасною класифікацією роди Phainopepla, Phainoptila та Ptilogonys виокремлені у родину чубакових (Ptiliogonatidae), а рід Dulus з єдиним видом у монотипову родину пальмовикових (Dulidae). У родині омелюхових залишився один рід омелюхів (Bombycilla) з трьома видами.